# 拉米羅一世 (阿斯圖里亞斯)
拉米羅一世（西班牙語：Ramiro I，約790年—850年2月1日）從842年起為阿斯圖里亞斯國王直到他去世。他是國王貝爾穆多一世的兒子，並且在阿方索二世死後無嗣後，經過一番鬥爭而成為國王。他與倭馬亞的哥多華埃米爾阿卜杜-拉赫曼二世處於同一個時代。在他動盪的統治時期，史書記述他必須同時抵禦來自維京人及摩爾人的攻擊。許多重要的建設，例如他的休閒用宮殿聖塔瑪莉亞·德納蘭科，是在他的統治期間完成的拉米羅式建築，屬於羅曼式建築的前身。

## 統治

### 取得王位

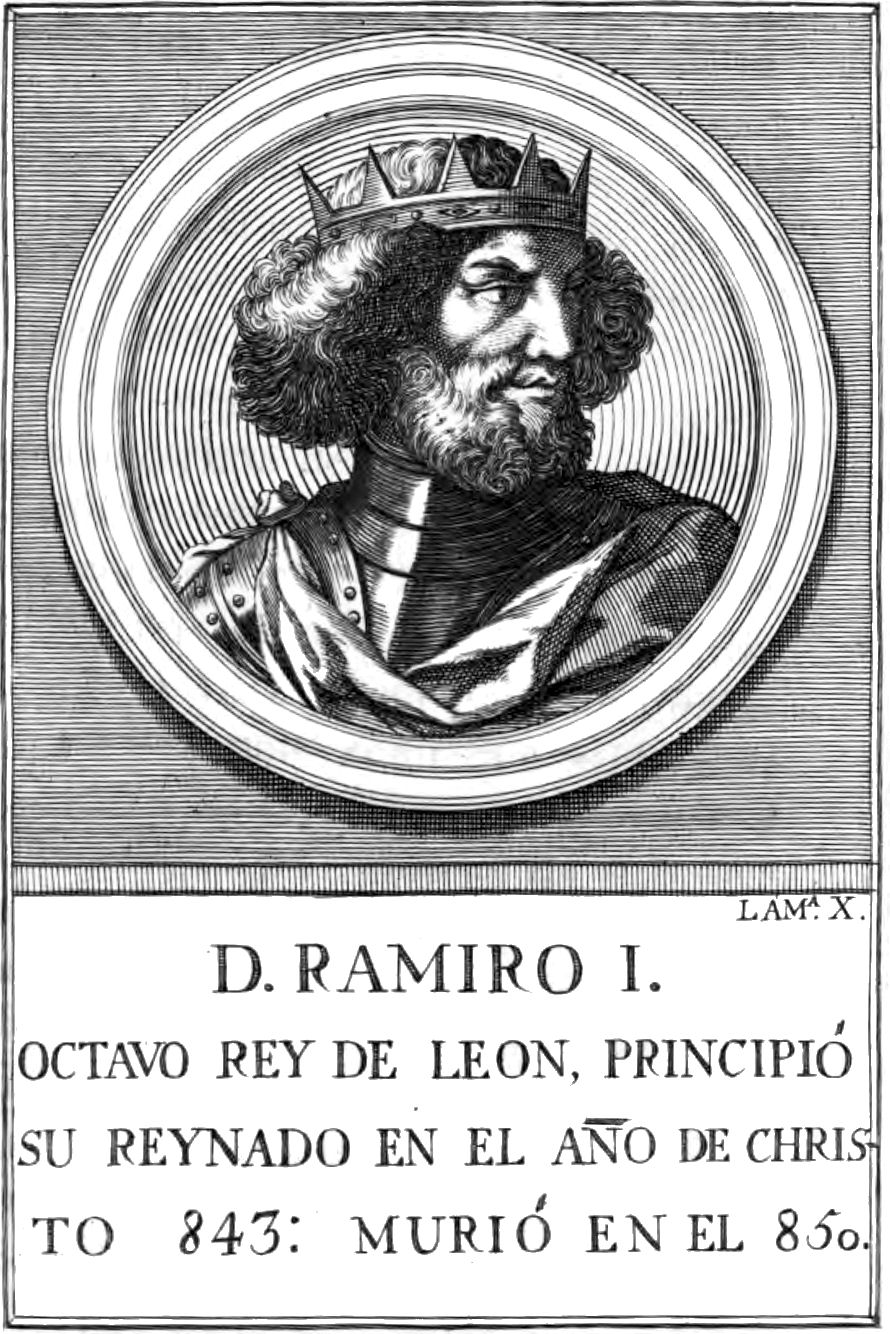
如同馬德里王宮內的拉米羅雕像，曼努埃爾·羅德里格斯（Manuel Rodriguez）18世紀的描繪沒有參考任何當代的圖像作基礎。

阿方索二世的去世帶給阿斯圖里亞斯王國一場王位繼承危機。根據由拉米羅的孫子編寫的阿方索三世史書，沒有子女的阿方索二世選擇拉米羅作為他的繼任者，也就是阿方索的遠房男性親屬以及是他的前一任貝爾穆多一世的兒子。 在阿方索國王去世的當下，拉米羅人正在阿斯圖里亞斯境外的卡斯提爾（或者根據阿方索三世史書所記載的在巴爾杜利亞），在那裡他正在參加他自己的結婚儀式。
內波西亞諾，是宮殿伴隨人（comes palatii）及後來國王的女婿，趁拉米羅人不在時挑戰他的繼承權，並受到曾經效忠於阿方索二世的阿斯圖雷斯人及瓦斯科內斯人的支持。拉米羅則前往加利西亞求援，在那裡組織了一支軍隊向奧維耶多進軍。 內波西亞諾駐紮在納爾塞阿河河畔的科爾內亞納等待拉米羅的到來，結果內波西亞諾被拉米羅擊敗，是為科爾內亞納橋戰役 另一說是內波西亞諾的軍隊在開戰前就潰散逃離了。 內波西亞諾敗走後，受到西皮翁與索納（Scipion and Sonna）伯爵的追擊及捕獲。在被抓到後，內波西亞諾失明並且被軟禁在一間修道院。在取得王位之後，拉米羅因為貴族偏好內波西亞諾繼承王位而廢止了王國的王位推選制度。

### 抵禦維京人入侵
在他統治的早期，拉米羅收到訊息說維京人海盜沿著法蘭西地區的大西洋沿岸攻擊，並且朝著他王國所屬的坎塔布里亞海岸的方向前進，維京人主要在尋找可通航的河流及大型城市來掠奪資源。阿斯圖里亞斯缺乏這些地點；當時的史書提到只有發生兩場小型的攻擊 位於希洪及拉科魯尼亞，皆發生於844年。這些攻擊皆有遭遇到拉米羅所派出的軍隊防禦。
維京入侵者對阿斯圖里亞斯的掠奪行動以失敗告終，之後他們成功的攻擊並掠奪了里斯本，然後是加的斯及塞維亞。接著他們進入了伊比利半島的內陸並且包圍了哥多華。阿卜杜-拉赫曼二世組織了一支龐大的軍隊擊敗了維京入侵者並且收復加的斯及塞維亞。

### 克拉維霍戰役的傳說
根據傳說，在844年拉米羅於克拉維霍戰役中擊敗了摩爾人。 這被視為是將歷史上859年的第二次阿爾貝爾達戰役傳說化所產生的事件，其中拉米羅的兒子兼繼承人奧多尼奧一世與潘普洛納的加西亞·伊尼格斯擊潰了穆薩·伊本·穆薩·伊本·卡西的軍隊。 根據傳說，在這次戰役中，摩爾人剋星偉大的聖雅各據說騎著一匹白馬以及帶著一面白旗，幫助了阿斯圖里亞斯軍隊擊敗了摩爾人。這給予了在伊比利地區朝拜聖雅各儀式增長的趨勢（見聖雅各之路）。 為了感謝聖雅各的參戰，傳說編造了拉米羅設立了一項實際上12世紀才出現的奉獻金，稱為聖地亞哥之票，一項貢獻給教會的稅務，最後在1812年的加的斯國會被廢除。
當代的基督徒及阿拉伯的史書都沒有提到這次的戰役。這場戰役首次被提到是在13世紀的托雷多總主教羅德里哥·希梅內斯·德拉達所編纂的史書中。

### 試圖在雷昂進行重新移民

阿斯圖里亞斯的拉米羅一世的王室旗幟。

事實上，拉米羅與伊比利地區的穆斯林王國最重要的對抗並沒有很成功。哥多華的埃米爾阿卜杜-拉赫曼二世同樣也必須面對維京入侵者，以及卡西家族的穆薩·伊本·穆薩所興起的內部動亂。拉米羅利用得以暫時喘息的優勢進行雷昂城的重新移民（見重新移民運動）。
這次特殊的試圖重新移民是曇花一現的。阿卜杜-拉赫曼二世迅速的了結維京人及叛軍的問題，並且於846年派出一支由他兒子（之後的哥多華的穆罕默德一世）領軍的部隊，迫使基督徒撤離雷昂，隨後雷昂便被穆斯林燒毀。直到856年才由奧多尼奧一世重新佔領。

### 內部衝突及嚴厲的司法
雖然拉米羅統治下的阿斯圖里亞斯較國外的競爭國家相對自由，然而他的統治後期卻出現不少的內部衝突。如前面所提及的，他的王位取得是有爭議的，並且不斷有對他不滿甚至是叛亂的貴族出現。阿爾貝爾登西斯史書特別提及其中的兩例叛亂事件。一例是高層貴族（prócer）皮尼歐羅（Piniolo），拉米羅擊敗他的叛亂後將他與他的七個兒子通通處死。另一例是由宮殿伴隨人阿爾德羅伊托（Aldroito）所領導的叛亂，事後拉米羅處以他失去視覺能力。
拉米羅也對統治下持續造成國民不安的過多盜賊採取嚴厲的打擊政策，並且打壓仍然深植於大多數孤立村落的巫術士，也就是異教徒。
阿爾貝爾登西斯史書稱讚拉米羅為「司法的標竿」（Uirga iustitiae）。

## 婚姻、子女及繼承事宜
關於拉米羅的第一次婚姻，可以知道的是這場婚姻一定很早就有了，如此才說的通拉米羅的兒子在拉米羅繼承王位時已是成年人。 拉米羅的兒子奧多尼奧在他的父親去世後繼位成為阿斯圖里亞斯國王。
842年前後，拉米羅締結了他的第二次婚姻，對象是帕特娜（Paterna），與前任國王阿方索二世去世的年份相同。拉米羅孫子的史書主張在阿方索二世去世時，拉米羅正在卡斯提爾境內舉行他的婚禮，暗示他的妻子是卡斯提爾人。根據推測這場婚姻的新娘是帕特娜，之後變成他的遺孀。
有關拉米羅除了奧多尼奧以外的子女是否存在是證據不足的。傳統上，卡斯提爾的羅德里哥伯爵被歸為拉米羅與帕特娜的兒子。中世紀研究家胡斯托·佩雷斯·德烏爾貝爾說羅德里哥被任命為卡斯提爾伯爵是因為他與阿斯圖里亞斯王室家族的連結關係，而透過王后帕特娜與之產生連結是有可能的，但不一定是以作為她兒子的方式產生。
拉米羅也或許是阿斯托爾加及埃爾別爾索伯爵加通的父親，自從14世紀伊本·伊德哈里的著作安達盧斯及馬格里布君王的精彩歷史故事記載了加通是阿斯圖里亞斯的奧多尼奧一世的「弟弟」的說法出現以後。

## 去世以及後事
850年2月1日，拉米羅去世於奧維耶多城近郊的納蘭科山上的聖塔瑪莉亞·德納蘭科宮殿。之後被安葬於奧維耶多聖薩爾瓦多大教堂中的阿斯圖里亞斯先王祠內，伴隨著他的第二任妻子帕特娜。他的遺骨安置於一副石棺中，今已不存，隔壁相似的石棺內有他的前任國王純潔的阿方索二世。拉米羅的石棺上刻寫著：(拉丁文)
"OBIIT DIVAE MEMORIAE RANIMIRUS REX DIE KAL. FEBRUARII. ERA DCCCLXXXVIII. OBTESTOR VOS OMNES QUI HAEC LECTURI ESTIS. UT PRO REQUIE ILLIUS ORARE NON DESINETIS".

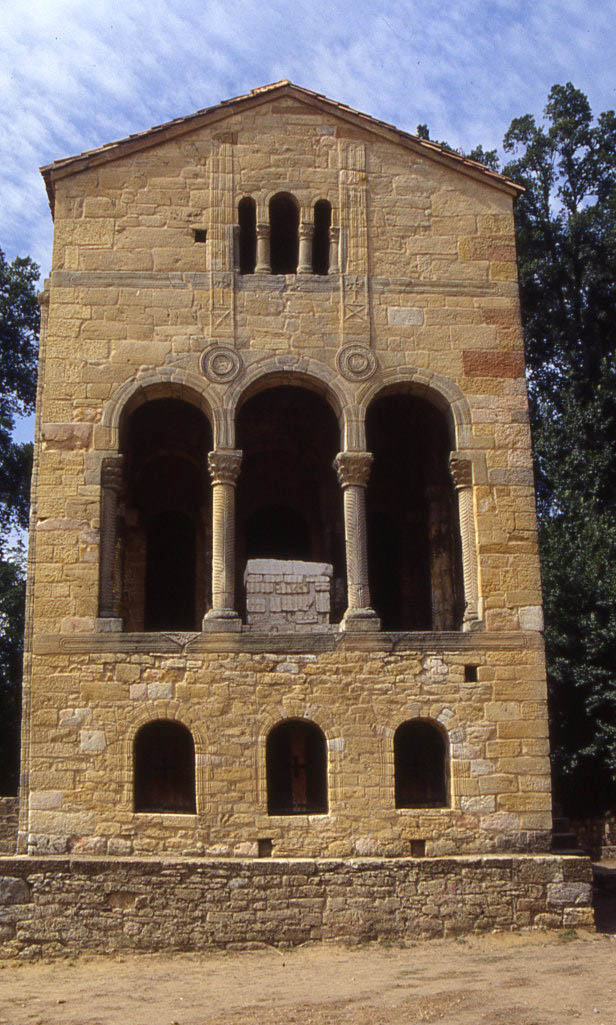
聖塔瑪莉亞·德納蘭科，位於首都奧維耶多，起初為拉米羅的休閒用宮殿，之後改為一間教堂。

## 拉米羅式建築
拉米羅統治時期的藝術及建築形式屬於前羅曼式中的拉米羅式，為阿斯圖里亞斯藝術的一環。他的宮殿屬於極華麗的風格，從聖塔瑪莉亞·德納蘭科宮殿及聖米格爾·德利歐教堂可以見證。
在奧維耶多城附近的納蘭科山南面，拉米羅一世下令建造聖塔瑪莉亞·德納蘭科宮殿，以及一間被認為叫做聖米格爾·德利歐或叫做聖米格爾·德利尼歐（San Miguel de Liño）的教堂。該教堂於13世紀崩塌，今日只有第三次重建的原始部份有留。其他相關的建築甚至連遺蹟都無法倖存。
另一個拉米羅式建築的例子是聖塔克莉絲汀娜·德雷納（Santa Cristina de Lena）教堂，臨近距離奧維耶多30公里的雷納市鎮。上面提到的宮殿及兩座教堂已經被聯合國教科文組織指定為世界遺產。
拉米羅式建築使用石灰華（一種相對輕量的石灰石）來建造筒形拱頂。這種看似新穎的建造方式不僅是符合該地區早期的建築技術，而且就某方面來說也是該時期歐洲建築的使用方式，除了穆斯林的西班牙，使用的是木製拱頂。

## 文學中的描寫
阿斯圖里亞斯作家弗爾亨西歐·阿圭耶斯的歷史小說土地的吶喊（Los clamores de la tierra）時間設定於拉米羅一世的時期。這本小說開頭從內波西亞諾被宣判失明開始，並且聚焦在拉米羅打擊該地區尚存的異教儀式。

## 註解
1. 1 2 3  Albornoz, Claudio Sánchez. . . Madrid: Sarpe. 1985. ISBN 84-7291-739-8 （西班牙语）.
2. 1 2 3  Collins, Roger. . . John Wiley & Sons. 2012: 70–72  [8 July 2012]. ISBN 978-1-118-27399-9. （原始内容存档于2016-06-29）.
3. ↑  （西班牙文）Batalla de Clavijo （页面存档备份，存于）, Enciclopedia Libre Universal en Español, cites as sources Juan Francisco Masdeu, Historia Crítica de España; Valladares, Seminario Erudito; Don Francisco Rodríguez de Ledesma, Diploma de Ramiro I, Madrid, 1805; and Memoria de la Academia de la Historia, Tomo 4º.
4. ↑  （西班牙文） Martínez Díez (2005:Tomo 1, p. 143)
5. ↑  （西班牙文） J.J. Sayas Abengochea y L.A. García Moreno, Historia de España dirigida por Manuel Tuñón de Lara II. Romanismo y Germanismo: el despertar de ls pueblos hispánicos (1981). Labor, Madrid.
6. ↑  Granado Hijelmo, Ignacio. . Ediciones Hidalguia. 1 January 1995: 10–  [18 July 2012]. ISBN 978-84-87204-76-0. （原始内容存档于2014-06-27）.
7. ↑  （西班牙文） El Voto de Santiago （页面存档备份，存于）, ayuntamientodeclavijo.org (official web site of the city of Clavijo (La Rioja, Spain).
8. ↑  A charter of dubious authenticity dating from 834 gives him a wife Urraca, but this has been dismissed as a likely forgery, combining genealogical details of Ramiro I with those of his great-grandson, infante Ramiro Alfonso.
9. ↑  Díez, Gonzalo Martínez. . Valladolid: Marcial Pons. 2005: 139. ISBN 8495379945 （西班牙语）.
10. ↑  （西班牙文） Ricardo del Arco y Garay, Sepulcros de la Casa Real de Castilla (1954), Madrid:Instituto Jerónimo Zurita. Consejo Superior de Investigaciones Científicas
11. ↑  Argüelles, Fulgencio.  2. Madrid: Santillana. 1996. ISBN 84-204-8184-X （西班牙语）.

## 延伸閱讀
- Asturianos universales 5: Armando Palacio Valdés, Gaspar Melchor de Jovellanos, Francisco Martínez Marina, Rodrigo Álvarez de Asturias, Ramiro I, Ediciones Páramo, 1996. ISBN 84-87253-24-5.

| 拉米羅一世 (阿斯圖里亞斯) 佩雷斯王朝出生于：約790年逝世於：850年2月1日 | 拉米羅一世 (阿斯圖里亞斯) 佩雷斯王朝出生于：約790年逝世於：850年2月1日 | 拉米羅一世 (阿斯圖里亞斯) 佩雷斯王朝出生于：約790年逝世於：850年2月1日 |
| 統治者頭銜                                                             | 統治者頭銜                                                             | 統治者頭銜                                                             |
| ---------------------------------------------------------------------- | ---------------------------------------------------------------------- | ---------------------------------------------------------------------- |
| 前任者： 內波西亞諾                                                    | 阿斯圖里亞斯國王 842年–850年                                           | 繼任者： 奧多尼奧一世                                                  |